# Ignatius Kattey
Ignatius Crosby Ogborun Kattey (* 23. August 1948 in Alode, Rivers State, Nigeria) ist ein anglikanischer Theologe und emeritierter Erzbischof in der Church of Nigeria.

## Leben
Ignatius Kattey, ein Sohn von Margaret Ada Kattey und Amos Kattey – ein Häuptling aus dem Nchia-Königreich von Eleme und gläubiger Christ – besuchte von 1954 bis 1959 die Grundschule St. Paul’s Catholic School in Obigbo (heute Oyigbo) und ab 1962 die National High School in Aba. Er studierte an der Ahmadu Bello University in Aba, wo er 1976 seinen Abschluss in Maschinenbau machte. Im Rahmen eines postgradualen Studiums erwarb er 1986 ein Diplom in Pädagogik an der University of Benin und 1989 einen Master of Education in Guidance and Counselling an der University of Port Harcourt.
Durch den Einfluss des Bibellesebundes wurde Kattey 1971 zum „Wiedergeborenen Christen“ und in der Folge für den Bibellesebund als Zonalbeauftragter tätig. Im Jahr 1986 wurde er zum Priester der Church of Nigeria geweiht und war Priester an der St. Stephen’s Anglican Church in der Bori Local Government Area. Bischof Samuel Elenwo sandte ihn nach Borokiri, Port Harcourt, in der Diözese Niger-Delta-Nord, um dort eine neue Kirche zu gründen, die St. Mark’s Anglican Church. Im Jahr 1994 wurde Kattey Vikar und Superintendent der anglikanischen Kirche St. John’s in Rumueme.
1995 wurde er Archidiakon des neu geschaffenen Archidiakonats Eleme. Kattey wurde 1996 zum Direktor der Ordinationsschule der Diözese Niger-Delta-Nord ernannt, dem späteren Personalentwicklungszentrum, dessen Leiter er war. Er bekleidete mehrere weitere wichtige Ämter in der Church of Nigeria, bis er zum Bischöflichen Administrator der Diözese Uyo ernannt wurde; dieses Amt hatte er von Oktober bis Dezember 2004 inne.
Auf der Generalsynode der Church of Nigeria, die im September 2008 in Abuja stattfand, wurde Kattey zum ersten Erzbischof der neu geschaffenen Kirchenprovinz Niger-Delta gewählt. Er wurde am 23. Mai 2009 in der Holy Trinity Cathedral in Lokoja zum Erzbischof der Niger-Delta-Provinz geweiht. Er ist auch Bischof der Diözese Niger-Delta-Nord und hat 2015 das Amt des Dekans der Church of Nigeria von Ephraim Ademowo übernommen.
Am 6. September 2013 wurden Kattey und seine Frau Beatrice Goa Kattey, Eltern von sieben Kindern, aus ihrem Haus in Port Harcourt entführt. Die Entführung erfolgte nicht aus religiösen Gründen, sondern wegen eines Lösegeldes. Die Church of Nigeria weigerte sich jedoch, ein Lösegeld zu zahlen. Während seine Frau nach wenigen Stunden wieder freikam, wurde Bischof Kattey erst am 14. September 2013 bei guter Gesundheit freigelassen. Kattey erklärte später, dass er, anders als von der nigerianischen Polizei behauptet, nicht von dieser befreit worden sei.
Im folgenden Monat nahm Kattey als Mitglied der großen Delegation der Church of Nigeria an der 2. Global Anglican Future Conference (GAFCON II) teil, die vom 21. bis 26. Oktober 2013 in Nairobi, Kenia, stattfand.
Im Jahr 2018 trat er im Alter von 70 Jahren in den Ruhestand.

## Publikationen (Auswahl)
Der Erzbischof ist Autor mehrerer Bücher (englisch):
- Hundred Questions and Answers on Mathematics.
- Foundation Mathematics.
- Ordination of Women: Give them a chance. CSS Press, Nigeria 1992.
- Handbook of Biblical Preaching. 1992.
- Family Psychology and Counseling. 1995.
- Handbook of Prayer.